# Pseudosuchia
Pseudosuchia (Falso crocodilo) é o nome dado originalmente a um grupo de répteis pré-históricos do período Triássico. O nome tem sido interpretada de maneiras variadas na literatura científica. A definição mais utilizada na literatura recente é a da linhagem dos arcossauros que inclui os crocodilianos e todas as espécies extintas mais próximas dos crocodilianos do que das aves.

## História taxonômica
O nome Pseudosuchia foi inventado por Karl Alfred von Zittel entre 1887-1890 para incluir três táxons (dois aetossauros e Dyoplax) que eram superficialmente semelhantes aos crocodilos, mas não eram realmente de crocodilo. Daí o nome "Falso crocodilo".
Em livros didáticos dos meados do século XX como Paleontologia de Vertebrados de Romer e Evolução dos Vertebrados de Colbert o Pseudosuchia constituem uma das subordens da Thecodontia. O Aetossauro de Zittel foi colocado em sua própria subordem. Para os pseudosúquios típicos, Colbert usa o exemplo de pequenos arcossauros de construção leve, como Ornithosuchus e Hesperosuchus, sendo que ambos estavam sendo reconstruídos como bípedes terópodes  (comprimento de cerca de 1 metro) em miniatura. Estes pequenos animais mais tarde foram considerados os ancestrais de todos os arcossauros. O nome também se tornou uma espécie de táxon lixeira para todos os tecodontes que não se encaixavam nas outras três subordens. Mesmo os Sharovipteryx e Longisquama foram considerados como pseudosúquios.
Sob o sistema de cladística, Gauthier e Padian (1985 e 1986) se tornaram os primeiros a estabelecer este nome em um contexto filogenético, usando-o como um taxon monofilético baseado no tronco dos ancestrais dos crocodilos e seus descendentes. Isso fez com que o nome Pseudosuchia ficasse um tanto irônico, porque os crocodilos verdadeiros são agora incluídos. A definições filogenética de Pseudosuchia incluem "crocodilos e todos os arcossauros mais próximos dos crocodilos do que das aves" (Gauthier e Padian), "crocodilos existentes e todos os arcossauros extintos que estão próximos dos crocodilos do que dos pássaros" (Gauthier 1986), e mais recentemente " clado mais inclusivo dentro do Archosauria que inclui Crocodylia mas não Aves " (Senter 2005). Como um táxon tronco com base no Pseudosuchia é o táxon irmão de um outro grupo, o Avemetatarsalia. Avemetatarsalia são arcossauros da linhagem das aves, incluindo pterossauros, dinossauros não avianos e todas as aves modernas.
Uma definição diferente foi sugerida por Benton e Clark, 1988: o táxon nó da base, incluindo o Rauisuchidae e o aetossauros. No entanto, as relações entre os dois grupos e outros arcossauros é controversa, e por isso este clado pode ser inválido.
Paul Sereno rejeita a Pseudosuchia e nem sempre é aplicada por ele, seu Crurotarsi é mais frequentemente usado (outro sinônimo parcial é o de Benton e o Crocodylotarsi de Clark). Crurotarsi, é definido como um taxon nodo-base, contando com a inclusão de grupos como Phytosauria, Aetossauros e Crocodylomorpha. Pseudosuchia e Crurotarsi foram considerados sinônimos parciais porque o último clado engloba todos os arcossauros crocodilos em análises filogenéticas. No entanto, algumas análises como a de Nesbitt (2011) colocam o grupo crurotarsi, Phytosauria, fora do Pseudosuchia. Como a definição de Crurotarsi depende dos phytossauros, a sua colocação fora do Pseudosuchia (portanto da Archosauria) significa que o clado Crurotarsi inclui tanto pseudosuquianos e avemetatarsalianos.